# Цветково (Омская область)
Цветково — село в Одесском районе Омской области. Входит в состав Ореховского сельского поселения.

## История
Село Цветковское основано в 1909 году на переселенческом участке Капта-Чилик.

## Население
| 2010 |
| ---- |
| 277  |

## Улицы
- ул. Гагарина,
- ул. Колхозная,
- ул. Почтовая,
- пер. Телевизионный.